# Jean-Barthélemy Le Couteulx de Canteleu
Jean-Barthélemy Le Couteulx, Conde de Canteleu y de Fresnelles, Señor de Yonville ( Rouen, 4 de marzo de 1746-Paris, 18 de septiembre de 1818) fue un banquero y político francés, uno de los fundadores de la Banque de France.

## Biografía
Hijo del primer presidente de la Cámara de Cuentas de Normandía, Thomas-Barthélemy Le Couteulx, Jean-Barthélemy Le Couteulx de Canteleu es banquero en Rouen y primer concejal durante la convocatoria de los Estados Generales.
Fue elegido diputado del tercer estado de la ciudad de Rouen a los Estados Generales. Centrándose particularmente en cuestiones financieras, apoyó los planes de Necker y fue ponente del proyecto de ley que instituye la venta de cuatrocientos millones de propiedades del clero. En 1790, rechazó el cargo de cajero general de la Extraordinaria y propuso que se prohibiera a un diputado ocupar un cargo dentro del ejecutivo.
Bajo el Terror, fue encarcelado desde el 3 de diciembre de 1793 hasta el 13 de agosto de 1794, luego reasumió su puesto como diputado.
Retirado de la vida política al final de la sesión, instalando sus oficinas place Vendôme, fue elegido el 28 vendémiaire año IV , con 237 votos de 685 votantes, diputado por Seine en el Consejo de Ancianos (Consejo de Ancianos), donde se sienta entre los moderados. Hizo, como en la primera asamblea, varios informes en materia de hacienda, contribuyó a la adopción de las resoluciones relativas al pago de los bienes nacionales, y provocó la adopción de la que prohibía los bienes ingleses. Después del Golpe de Estado del 18 Fructidor Año V, se opuso valientemente a la proscripción de sus colegas Gironde (Revolución Francesa), declarando que no veía nada en los documentos proporcionados contra ellos que pudiera justificar una medida tan rigurosa. Aboga con elocuencia por la causa de los deportados y sus familias, luego se convierte sucesivamente en secretario y presidente de la asamblea.

## Publicaciones
- Réfutation de la lettre de Dupont de Nemours, adressée à la chambre de commerce de Normandie, 1788, in-8°
- Rapport des commissaires nommés pour l’examen d’un projet de banque, etc., Paris, 1789, in-8°
- Opinion sur l’émission de deux milliards d’assignats pour le remboursement de la dette exigible, Paris, 1790, in-8°
- Rapport du comité des finances sur l’échange des assignats contre les billets de la caisse d’escompte, etc. , Paris, 1790
- Essai sur les contributions proposées en France pour l’an VII, Paris, 1798 et 1816